# Route nationale 106 (France)
Pour les articles homonymes, voir Route nationale 106.
La route nationale 106, ou RN 106, est une route nationale française reliant Nîmes (Gard) à Balsièges, près de Mende (Lozère).
À l'origine, la RN 106 reliait Nîmes à Saint-Gérand-le-Puy, via Villefort, Langogne, Ambert, Thiers et Vichy. Une grande partie de l'itinéraire primitif a été déclassée (majoritairement en RD 906) en 1972 et un nouvel itinéraire est défini vers Mende et Saint-Chély-d'Apcher, desservant les Cévennes et le Gévaudan.
Les principales villes traversées par la RN 106 sont : Nîmes, Alès, Florac Trois Rivières et Mende.

## Histoire

### Création et construction de la route
La route nationale 106 est créée en 1824 et succède à la route impériale no 126. Elle est définie comme la route « de Nismes [Nîmes] à Moulins par le Puy » ; d'une longueur de 261,735 km, sa répartition par département est la suivante :
- 85,911 km dans le Gard (via Nismes, Calmette, Boucoiran, Alais, Portes et Genolhac)[2] ;
- 35,955 km en Lozère (via Villefort, la Bastide, Luc et Langogne)[3] ;
- 5,404 km en Ardèche (commune de la Verune)[4] ;
- 37,860 km en Haute-Loire (via Pradelles, le Puy, Saint-Paulien et la Chaise-Dieu)[5] ;
- 64,673 km dans le Puy-de-Dôme (via Arlanc, Marsac, Ambert, Olliergues, Courpière, Thiers et Ris)[6] ;
- 31,932 km dans l'Allier (via Cusset et Saint-Gerand)[7].

Le tracé historique passe ainsi nettement plus à l'est que le tracé actuel, à partir d'Alès, et suivait jusqu'à Langogne la ligne de Saint-Germain-des-Fossés à Nîmes-Courbessac construite ultérieurement.
Dans le cadre de la construction de la route nationale 106, à Vichy, un plan parcellaire des terrains à acquérir est présenté le 22 septembre 1842 pour la liaison de Vichy à Cusset en remplacement de l'ancien chemin de Cusset (qui continuait en ligne droite de la rue de Paris vers l'actuelle avenue de la République) ; la construction n'est ordonnée que le 31 octobre 1843.
La route est aménagée de Vichy à Cusset en 1846 le long de l'allée Mesdames et le quartier de Presles avec construction du pont de la Papeterie sur le Sichon.

### Évolutions de l'itinéraire
En 1972, une première vague de déclassements entraîne le transfert de 55 000 km de routes nationales aux départements.
Dans le département du Gard, le déclassement est effectif le 1er janvier 1973 sur la portion comprise entre son intersection avec la route nationale 104 (à Alès) et la limite du département de l'Ardèche (soit 44,203 km).
Dans le département de la Lozère, il est effectif le 1er janvier 1975 sur la portion comprise entre son intersection avec les routes nationales 101 (à Villefort) et 500 (à Langogne), soit 52,037 km.
Dans le département de la Haute-Loire, il est effectif le 1er janvier 1973 sur les 41,152 km.
Dans le département du Puy-de-Dôme, il est effectif le 1er janvier 1973 sur les 94,420 km.
Dans le département de l'Allier, il est effectif le 1er janvier 1973 sur 26,876 km entre la route nationale 7 (à Saint-Gérand-le-Puy) et la route nationale 493 (à Creuzier-le-Neuf) et entre la place Victor-Hugo à Vichy et la limite du département du Puy-de-Dôme.
Tous les tronçons déclassés (Alès – Langogne, Saint-Paulien – Thiers (N 89), Thiers (centre-ville) – Vichy, et Magnet – Saint-Gérand-le-Puy) prennent le numéro D 906, à l'exception de la section Creuzier-le-Neuf – Magnet qui devient la D 907 et deux sections de route réaffectées à deux autres nationales :
- Langogne – Pradelles : à la suite d'une modification du tracé de la route nationale 88, cette section devient la N 88 ;
- Vichy – Creuzier-le-Neuf : ce tronçon a été intégré à la nouvelle route nationale 209.

La nouvelle route nationale 106 continue désormais jusqu'à Saint-Chély-d'Apcher, en reprenant une partie de la RN 107BIS entre Alès et Florac et une partie de la RN 107 entre Florac et Saint-Chély-d'Apcher via Mende.
Le décret no 2005-1499 du 5 décembre 2005 maintient dans le réseau routier national la route nationale 106 comprise entre l'échangeur de l'autoroute A9 à Nîmes et la route nationale 88 à Mende (plus précisément à Balsièges) au titre de la liaison de Nîmes à Mende via Alès. Le tronçon de Mende à Saint-Chély-d'Apcher est déclassé en route départementale, prenant l'appellation de RD 806, l'État confiant la gestion de ce tronçon au département de la Lozère.

## Tracé actuel
Le premier tronçon, de Nîmes à La Calmette, est particulièrement dangereux (tracé sinueux, sections de dépassements à trois voies, fortes pentes et croisements d'autres routes qui sont dangereux).
De La Calmette à Alès, la route est tracée dans la plaine alluviale du Gardon et le tracé « historique » (avant mise en 2×2 voies) est assez sensible aux inondations automnales liées aux épisodes cévenols.
Après Ners, le point de vue est magnifique, à droite, sur le village médiéval de Vézénobres accroché au flanc de la colline.
La route traverse la ville d'Alès. Au-delà, le tracé devient celui d'une route de montagne, sinueux et étroit. Seuls au sud de La Grand-Combe sont aménagés 3 km de portion à 3 voies.

### Transformation en voie rapide entre Nîmes et Alès
La route est en cours de mise en 2×2 voies entre Alès et Nîmes.
De septembre 1998 au 16 janvier 2008, seul le tronçon de Boucoiran à Alès était ouvert.
Depuis le 16 janvier 2008, un tronçon supplémentaire étend la zone aménagée jusqu'à La Calmette. L'ouverture de ce tronçon s'est faite avec 18 mois de retard sur le planning initial. Ce retard est dû à un redimensionnement et à un refondement du projet. En effet, alors que les travaux avaient débuté, la crue exceptionnelle de 2002 a nécessité un rehaussement du projet afin que la route soit insubmersible. Du fait de ce rehaussement, il a aussi fallu permettre une transparence hydraulique. Cette dernière est assurée par les 22 ouvrages d'art (de longueur cumulée voisine du kilomètre) que compte ce tronçon de 9,5 km. La réalisation de ces ouvrages a aussi retardé la mise en service. Les travaux d'aménagement à 2 × 2 voies de cette portion de la voie rapide ont coûté 76 millions d'euros.
Lors de sa mise en service, le raccordement de ce nouveau tronçon avec l'ancien tracé n'était pas direct mais se faisait via un échangeur de sortie. La mise en service d'un raccordement direct est intervenue en 2010 à la suite de la construction de nouveaux ouvrages d'art et de 2,5 km de voies supplémentaires.
L'achèvement de la transformation, jusqu'à Nîmes, se fera par la suite, par élargissement du tracé actuel.
Lors de l'ouverture des tronçons en 2×2 voies, les anciens tracés sont déclassés en premier lieu en RN 2106, puis sont reversés dans la voirie départementale (actuellement RD 936 entre Alès et le Pont de Ners).
L'architecte Ouvrage d'Art de la RN 106, André Mascarelli, notamment pour le traitement architectural du Viaduc de Ners, recevra le Ruban d'Argent en 1999.

### Trafic
La RN 106 est l'axe principal de liaison entre Alès (et plus généralement les Cévennes) et Nîmes. En raison de l'interconnexion des bassins d'emploi, le trafic est très important entre ces deux villes avant et après les heures de bureau.
Elle constitue également, via Alès, un des principaux points d'accès aux Cévennes. En période estivale ainsi que durant l'automne, elle reçoit un trafic important en liaison avec le sud du département du Gard et les Bouches-du-Rhône. Ce trafic, concentré sur les fins de semaine, est lié aux activités de loisirs verts (résidences secondaires, promenade, cueillette).
Au-delà d'Alès, l'essentiel du trafic est généré par les activités liées aux loisirs verts. On peut cependant citer un faible trafic de liaison entre Alès, Florac et l'autoroute A75.
Concernant le trafic de marchandises, sur sa partie sud-lozérienne, cette voie est principalement empruntée par des camions des eaux de Quézac, du fioul et des carburants, et du bois ou dérivés, à destination notamment de la papeterie de Tarascon.
Le tronçon le plus septentrional (de Mende à Saint-Chély-d'Apcher) présente quant à lui, un trafic peu élevé, justifiant son déclassement.
Dans la traversée de Nîmes, la route nationale 106 joue le rôle de boulevard urbain et sa traversée est souvent difficile aux heures de pointe. Un grand contournement Ouest de la ville, porté par l'État, est en projet, et devrait déboucher sur la route d'Alès en cours d'aménagement à 2 × 2 voies.

### Exploitation
La route nationale 106 est gérée par deux directions interdépartementales des Routes (DIR) :
- la DIR Méditerranée, entre Nîmes[20] (plus précisément au croisement avec la route nationale 113) et le col de Jalcreste (au croisement avec la route départementale 984, commune de Saint-Privat-de-Vallongue)[21] ;
- la DIR Massif Central, entre le col de Jalcreste et Balsièges[22],[21].

### Communes traversées

#### De Nîmes à Alès
- Nîmes (km 0)
- La Calmette (km 15)
- Boucoiran-et-Nozières
- Ners
- Vézénobres (km 35)
- Saint-Hilaire-de-Brethmas
- Alès (km 44)

Sorties et croisements :
- Carrefour giratoire avec A9 (Avignon, Montpellier), A54 (Arles, Marseille) et la RN 113 à Nîmes
- Intersection avec l'avenue des Arts
- Carrefour giratoire avec l'avenue Kennedy
- Intersection avec le chemin du Mas de Lauze, la rue Galliée et le chemin de Valdegour
- Intersection avec la D 999 (rue de Sauve)
- : Camplanier
- : Bois des Espeisses, quartier Paratonnerre
- : Quartier Route d'Alès (par la D 926, tracé historique de la route nationale)
- Intersection avec la D 907 (vers Lédignan)
- : Dions
- 3 : Uzès, Saint-Chaptes, Moussac, Saint-Geniès-de-Malgoirès, La Calmette, Saint-Mamert-du-Gard
- 4 : Uzès, Moussac, Boucoiran-et-Nozières (demi-échangeur orienté vers Alès)
- 5 : Anduze, Sommières, Lédignan, Ners
- 6 : Saint-Hilaire-de-Brethmas, Vézénobres
- Fin de voie express sur un carrefour giratoire

#### D'Alès à Mende

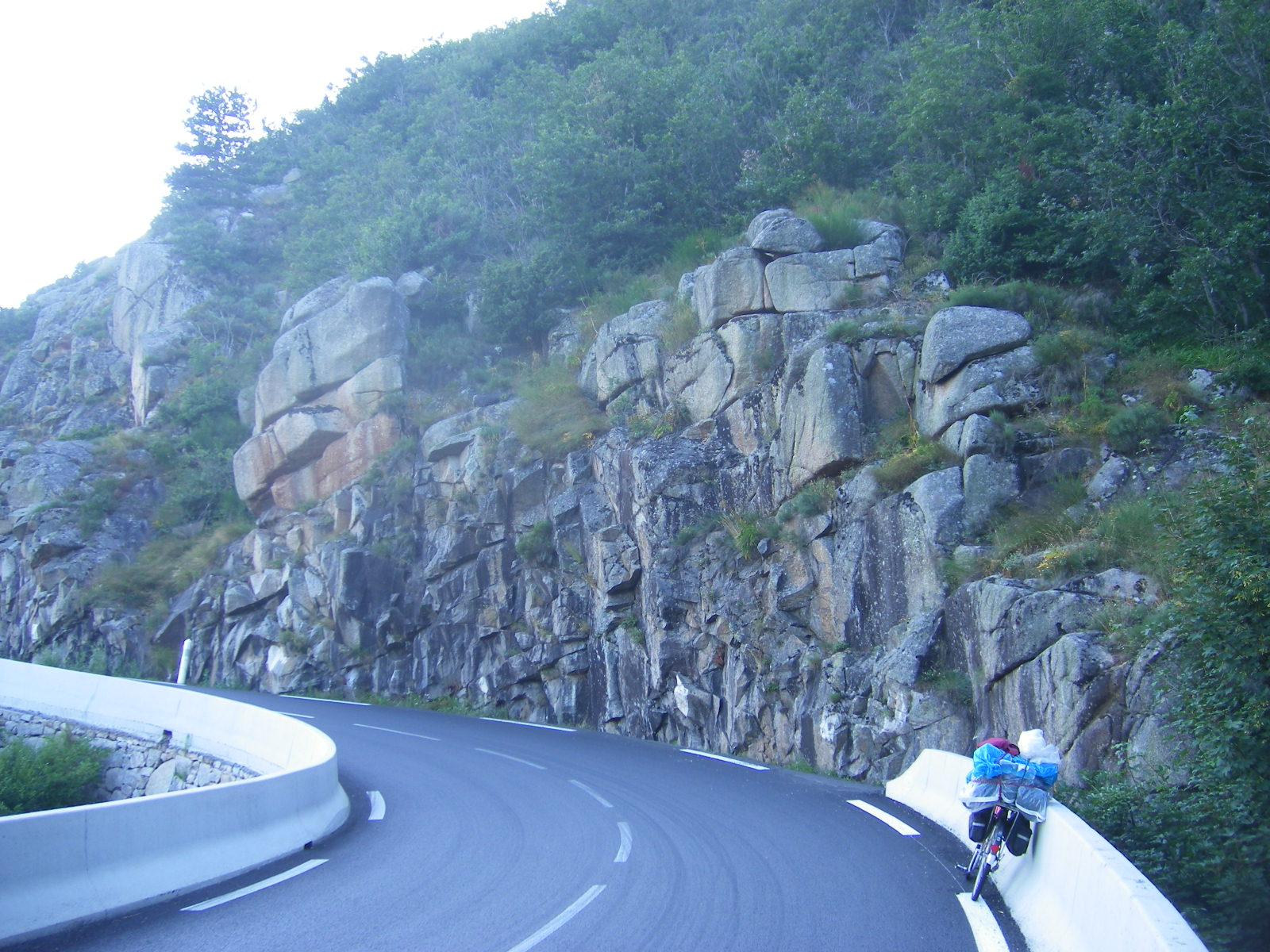
La RN 106 dans la montée du col de Montmirat.

- Saint-Martin-de-Valgalgues (km 49)
- Cendras, au lieu-dit La Tour (km 50)
- Les Salles-du-Gardon (km 57)
- La Grand-Combe (km 58)
- Branoux-les-Taillades, hameaux de Trescol, des Taillades, de La Levade (km 62)
- Sainte-Cécile-d'Andorge (km 67)
- Saint-Julien-des-Points (km 68)
- Le Collet-de-Dèze (km 72)
- Saint-Michel-de-Dèze (km 76)
- Saint-Privat-de-Vallongue, au col de Jalcreste (km 84)
- Cassagnas (km 93)
- Saint-Julien-d'Arpaon (km 103)
- La Salle-Prunet (km 108)
- Florac (km 111)
- Ispagnac (km 119)
- Saint-Étienne-du-Valdonnez, au col de Montmirat (km 132)
- Saint-Bauzile (km 138)
- Balsièges, où elle rejoint la RN 88 (km 142) – Fin de la RN 106.
- Mende (km 149)

#### De Mende à Saint-Chély-d'Apcher (déclassé enD 806)
- Chastel-Nouvel (km 156)
- Rieutortet, commune de Rieutort-de-Randon (commune déléguée de Monts-de-Randon) (km 167)
- Saint-Amans, commune déléguée de Monts-de-Randon (km 171)
- Saint-Gal (km 173)
- Les Laubies (km 174)
- Serverette (km 179)
- Fontans, hameaux de Lestival et les Estrets (km 182)
- Rimeize (km 188)
- Saint-Chély-d'Apcher (km 192)

## Tracé d'origine: de Nîmes à Saint-Gérand-le-Puy
L'ancienne route nationale 106 était plus longue et traversait six départements : le Gard, la Lozère, l'Ardèche, la Haute-Loire, le Puy-de-Dôme et l'Allier.
La quasi-intégralité de l'axe déclassé s'appelle désormais D 906.

### Tracé de l'ancienne route

#### Partie auvergnate
L'ancienne route nationale 106, déclassée en grande partie en RD 906 dans les départements de la Haute-Loire, du Puy-de-Dôme et de l'Allier, suit le cours de la rivière la Dore d'Arlanc jusqu'à son confluent avec l'Allier, près de Ris, tout en la franchissant trois fois (à Ambert, à Courpière et sur un tracé rectifié à l'entrée sud-ouest de Thiers), puis la rivière Allier jusqu'à Vichy, ainsi que la ligne de Saint-Germain-des-Fossés à Darsac (partiellement utilisée pour le trafic touristique dans le Livradois et pour le trafic marchandises entre Puy-Guillaume et Vichy).
Entre Arlanc et Ambert, la route décrit un tracé rectiligne du sud vers le nord.
Entre Ambert et Courpière, le tracé de la route comprend beaucoup de virages ainsi que quelques créneaux de dépassement, dont une section à 2 × 2 voies entre Giroux-Gare et Courpière. Après cette commune, la route ne présente pas de dénivelé significatif.

### Modernisations de l'ancien tracé
Après le transfert des tronçons de l'ancienne route nationale 106 (entre Alès et Saint-Gérand-le-Puy) aux conseils généraux, ceux-ci se sont occupés de la modernisation de cet axe, par la déviation d'agglomérations ou la rectification de virages par exemple.
À la fin des années 1970, le tracé de la D 906 est rectifié entre Saint-Yorre et Abrest, de part et d'autre du lieu-dit Les Dollots. Les tracés en lacet situés au sud du lieu-dit, dit « de Coupe-Gorge », long de 350 m avec une pente de 8 %, et celui situé au nord, dit « des Dollots », long de 300 m avec une pente de 7 à 9 %, ne sont plus utilisés.
Entre La Chaise-Dieu et Arlanc, le tracé a été rectifié en 1987, délaissant l'ancien tracé tortueux par Mayres en devenant D 907 dans le Puy-de-Dôme et D 706 en Haute-Loire,,. La nouvelle D 906 passe à proximité de Dore-l'Église.
Dans les années 1990, une rectification de tracé à Mariol a été aménagée ; le délaissé est déclassé D 906D dans le Puy-de-Dôme.

### Exploitation
Les anciens tronçons de la route nationale 106 déclassés sont, en principe, gérés par les départements.
Dans le département de la Haute-Loire, la RD 906 (avant classement dans le domaine routier national en 2021) est classée à grande circulation uniquement sur la déviation ouest du Puy-en-Velay, entre la RN 102 à Loudes et la RN 88 à Cussac-sur-Loire.
Dans le département du Puy-de-Dôme, la RD 906 est une route de catégorie A (grande liaison). Elle dépend de la division routière départementale (DRD) Livradois-Forez entre la limite du département de la Haute-Loire et Courpière, puis de la DRD Clermont Limagne jusqu'à la limite avec l'Allier. Elle est classée à grande circulation uniquement entre la RD 2089 et l'autoroute A89, sur le territoire communal de Thiers. Les transports exceptionnels peuvent emprunter la RD 906 au sud de Thiers. La RD 400 (traversant Thiers) est une route de catégorie C (desserte départementale), les RD 906C, 906D et 907 (tracés historiques) sont des routes de catégorie D (desserte locale).
Dans le département de l'Allier, la RD 906 dépend de l'unité technique territoriale (UTT) de Lapalisse – Vichy pour les communes traversées sur le tracé historique (Mariol, Saint-Yorre, Abrest, Vichy et Saint-Gérand-le-Puy), sauf pour Magnet, qui dépend de l'UTT de Saint-Pourçain-sur-Sioule. Elle n'est pas classée à grande circulation.

### Communes traversées

#### D'Alès à Pradelles
- Alès (km 44)
- Saint-Martin-de-Valgalgues (km 49)
- Le Pradel, commune de Laval-Pradel
- L'Affenadou, commune de Portes
- Portes (km 67)
- La Canebière, commune de La Vernarède
- La Tavernole, commune de La Vernarède
- Le Paulin, commune de La Vernarède
- Chamborigaud
- Belle Poelle, commune de Génolhac
- Génolhac (km 82)
- Concoules (km 89)
- Villefort (km 100) – Tronc commun avec la N 101 (actuellement D 901)
- La Garde-Guérin (km 108)
- Prévenchères (km 114)
- La Bastide-Puylaurent (km 124)
- Rogleton, commune de Laveyrune
- Luc (km 132)
- Langogne (km 144)
- Pradelles (km 152)

#### De Saint-Paulien à Thiers
Les communes traversées étaient :
- Saint-Paulien (km 189)

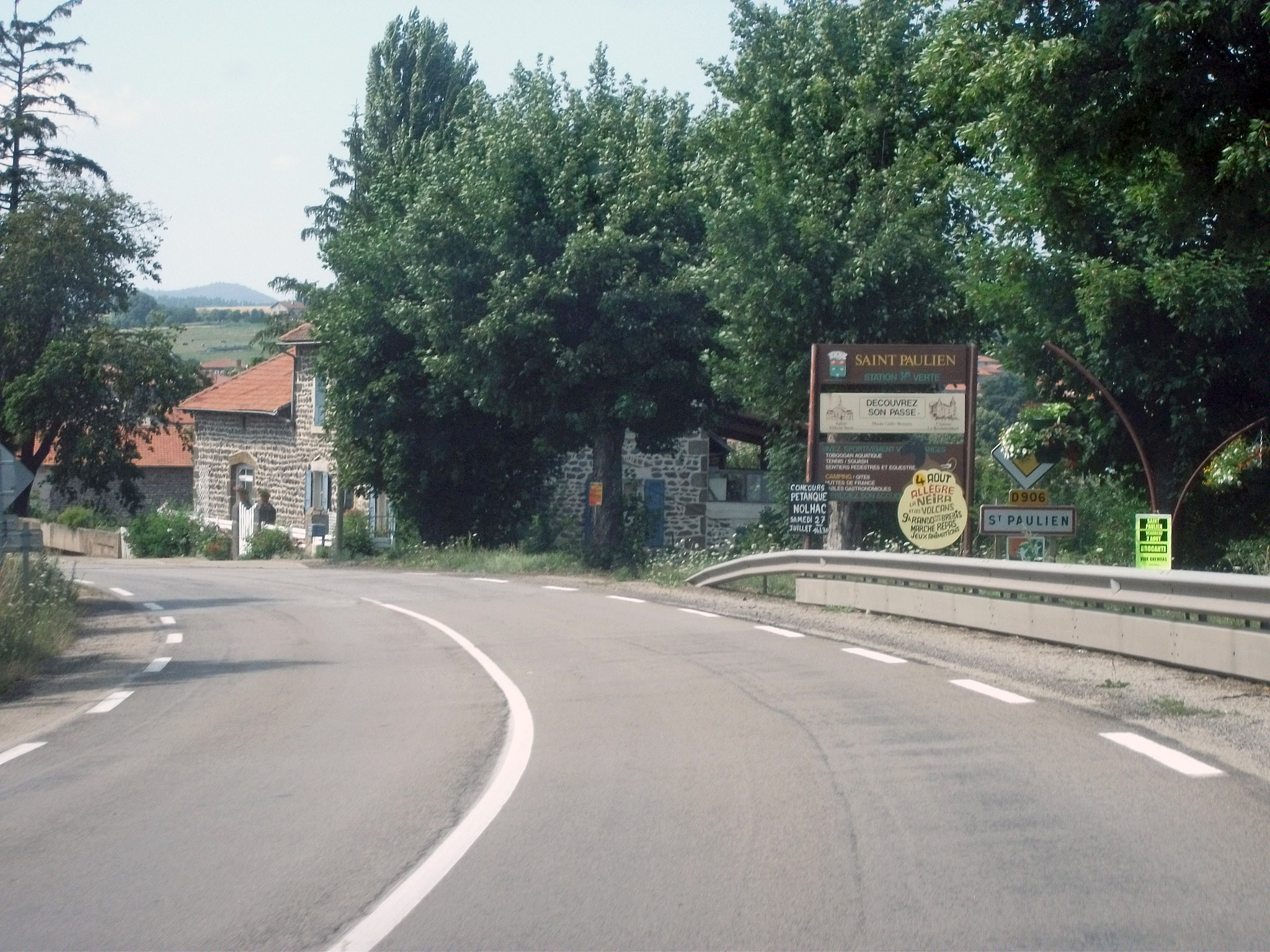
L'ancienne N 106 devenue D 906 à Saint-Paulien, en direction de Vichy, en 2013.

- Saint-Geneys-près-Saint-Paulien (km 193)
- Col de la Croix de l'Arbre (altitude 1 004 m) (km 194)
- Bellevue-la-Montagne (km 199)
- Félines (km 209)
- La Chaise-Dieu (km 216)
- Le Procureur, commune de Mayres
- Arlanc (km 229)
- Marsac-en-Livradois (km 236)
- Ambert (km 245)
- Cleurettes, commune d'Ambert
- Pont de Chantemerle, commune de Job
- Pont de Chatelet, commune de Job
- Pont de Chantelauze, commune de Job
- Vertolaye (km 258)
- Pont de David, communes de Marat et de La Chapelle-Agnon
- Olliergues (km 268)
- La Valette, commune d'Olliergues
- Giroux Gare, commune d'Olliergues
- Giroux Vieux, commune d'Augerolles
- Courpière (km 283)
- Néronde-sur-Dore

La route nationale 106 est en tronc commun avec la N 89 (actuellement D 2089) sur 6 km.

#### De Thiers à Vichy
- Thiers (D 400) (km 298)

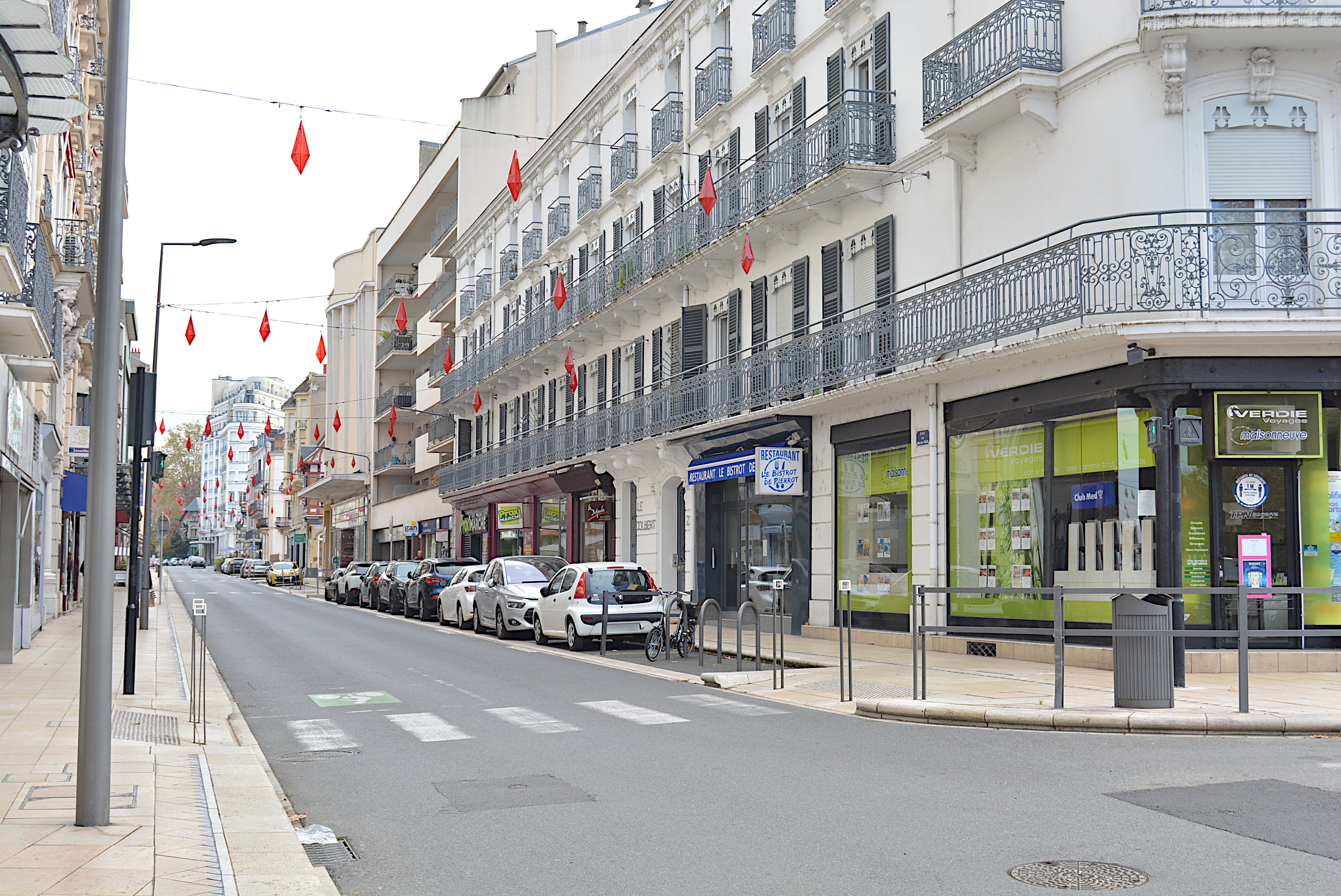
La rue du Maréchal-Foch, à Vichy, faisait partie de la route nationale 106 historique.

- La Chauprillade, communes de Thiers et de Paslières (l'ancien tracé devient la D 906C et la D 85)
- Les Farreras, commune de Paslières
- Paslières : traversée des lieux-dits de Chabot, de la Croix-Saint-Bonnet et des Ferriers
- Puy-Guillaume (km 313)[Note 1]
- Ris-Gare, commune de Ris
- Mariol
- Saint-Yorre (D 906E) (km 326) : Avenue de Thiers, puis Avenue de Vichy
- Les Dollots, commune d'Abrest
- Abrest (km 330) : Avenue de Thiers, puis Avenue de Vichy
- Vichy (km 333) : Avenue Raymond-Poincaré[Note 2], Rue du Maréchal-Lyautey, Rue du Maréchal-Foch[Note 3]

#### De Vichy à Saint-Gérand-le-Puy
La route nationale 106 traverse la commune de Vichy sur une longueur de 3,7 kilomètres et une superficie de 55 000 m2. Le 9 juin 1828, le directeur général des routes et de la navigation au ministère de l'Intérieur décide que la route passe par Vichy, Abrest, Saint-Yorre et la Maison Blanche (hameau situé entre Mariol, dans l'Allier, et Ris, dans le Puy-de-Dôme). Au départ de Cusset, la route passait « par le pont de la Mère, le mont Betton, les Baraques, […] Presle et la Ville-aux-Juifs et venait rejoindre, à Vichy, ce chemin de Cusset, au carrefour actuel de la rue de Paris, de la rue du Gros-Chêne et de la rue Dacher ». Elle continuait ensuite sur les rues de Paris et de Nîmes jusqu'à la Croix de la Mission (actuelle place Victor-Hugo).
Jusqu'en 1972, la route nationale 106 passait par :
- Vichy : Avenue de Lyon, puis Avenue de Gramont
- Cusset (reclassée N 209 puis D 2209) (km 336) : Avenue de Vichy, Rue Henri-Cureyras puis Route de Paris
- Creuzier-le-Neuf (km 341)
- Magnet (D 907 puis D 906E) (km 347)
- Saint-Gérand-le-Puy (D 906E), où elle rencontrait la route nationale 7 (km 353)

### Créations de routes postérieures au déclassement
Certaines portions de la route départementale 906 ont été construites après le déclassement de la route nationale 106 en 1972 ; elles n'ont donc aucun lien avec le tracé historique.
Dans le département de la Haute-Loire, l'ancienne route nationale 106 a été déclassée en D 906 mais une déviation à l'ouest du Puy-en-Velay est construite par le département de la Haute-Loire en 1977, assurant aussi un rôle de contournement du Puy-en-Velay par le sud-ouest et la continuité d'une liaison entre Clermont-Ferrand et la Vallée du Rhône par la route nationale 102 et une partie de la RN 88, sous ce même numéro. Depuis le 10 mai 2021, cette portion de route est classée dans le domaine routier national et devient la N 102.
À l'ouest de Thiers, un contournement a été réalisé en 1977, se raccordant à l'autoroute A89 (actuellement D 906). L'ancien tracé devient la RD 906A puis la RD 400.
Dans le département de l'Allier, à la suite de la mise en service du contournement sud-ouest de Vichy début 2016 (nommé D 906), les sections de la D 906 entre Saint-Yorre et Vichy et entre Magnet et Saint-Gérand-le-Puy sont renommées D 906E.

## Antennes
Il existait deux antennes de la route nationale 106 :
- la RN 106A, définie en 1933 comme l'annexe de Vichy[35], correspondant à l'avenue de Lyon, à Vichy. Cette route, parallèle à la RN 106, franchissait la ligne de Saint-Germain-des-Fossés à Darsac par un pont. Cette route devient la RN 219 en 1978 ; elle est reversée dans la voirie communale par arrêté du 22 avril 1986[36] ;
- la RN 106B, route créée à la suite d'une modification d'itinéraire de la route nationale 106 originelle, qui passe désormais par Creuzier-le-Neuf et non plus par les quartiers nord-est de Cusset. Les 12,162 km de la route sont déclassés du réseau routier national après la réforme de 1972[14] et sont reclassés dans la voirie départementale de l'Allier sous le numéro D 906B.